# Turc
Cette page contient des caractères spéciaux ou non latins. S’ils s’affichent mal (▯, ?, etc.), consultez la page d’aide Unicode.
Cet article possède un paronyme, voir Turk.
Cet article concerne une des langues parlées en Turquie. Pour la famille de langues apparentées, voir Langues turques. Pour les autres significations, voir Turcs.
Le turc (endonyme : Türkçe ou Türk dili) est une langue parlée principalement en Turquie et à Chypre. Elle appartient à la famille des langues turciques. Bien que les langues d'autres pays parlant des langues turciques, principalement des républiques de l'ancienne URSS, puissent être proches du turc sur certains aspects (surtout l'azéri et le turkmène), il existe tout de même d'importantes différences linguistiques, notamment phonologiques, grammaticales ou lexicales entre ces langues.
Au-delà de la Turquie elle-même, le turc est utilisé dans l'ancien territoire de l'Empire ottoman par des populations d'origine ottomane, turcique ou des populations musulmanes qui ont adopté cette langue. Ces turcophones sont nombreux en Bulgarie, en Grèce (concentrés en Thrace occidentale), dans les Balkans (Kosovo), dans la partie nord de l'île de Chypre (République turque de Chypre du Nord), dans le nord de l'Irak (surtout à Kirkouk), en Macédoine et en Roumanie (essentiellement en Dobroudja). C'est pourquoi le turc de Turquie est aussi nommé « turc osmanlı » (Osmanlı Türkçesi).
Le turc est, typologiquement, une langue agglutinante. Elle utilise principalement des suffixes et peu de préfixes. C'est une langue SOV (sujet-objet-verbe). Elle comporte un système d'harmonie vocalique.

## Classification
Le turc fait partie du sous-groupe turc, ou sous-groupe de l'Ouest, des langues oghouzes, qui comprennent le gagaouze et l'azéri. Les langues oghouzes forment le sous-groupe du sud-ouest des langues turques, une famille de langues composée de 30 langues vivantes parlées en Europe de l'Est, Asie centrale et Sibérie. Certains linguistes pensent que les langues turciques font partie de la grande famille des langues altaïques[réf. souhaitée]. Environ 40 % des locuteurs natifs de langues turques sont des locuteurs natifs turcs. Les caractéristiques du turc, tels que l'harmonie vocalique, l'agglutination et l'absence de genre grammatical, sont universelles au sein des langues turques et des langues altaïques. Il existe un degré d'intercompréhension élevé entre le turc et les autres langues oghouzes, comme l'azéri, le turkmène, le kachkaï, le gagaouze et le turc gagaouze des Balkans.

## Histoire

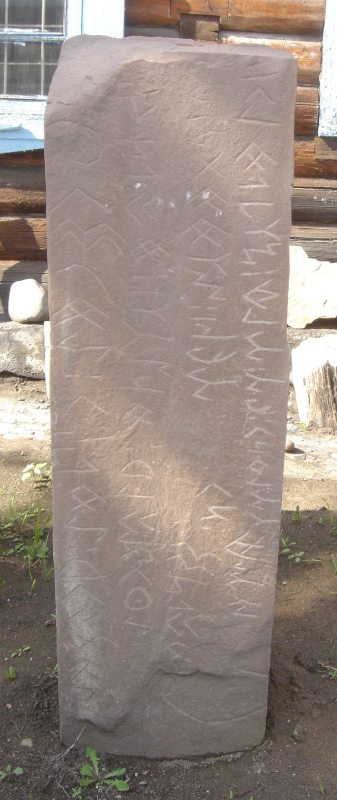
Inscription en vieux-turc avec l'alphabet de l'Orkhon (XIIIe siècle). Kyzyl, Russie.

Les plus anciennes inscriptions turciques connues sont les deux monumentales inscriptions de l'Orkhon, trouvées en Mongolie moderne. Érigées entre 732 et 735, en l'honneur du prince Kul Tigin et de son frère l'empereur Bilge Kaghan, elles constituent une autre importante découverte récente. Après la découverte et la mise au jour de ces monuments et d'autres dalles de pierre associées par des archéologues russes autour de la vallée de l'Orkhon entre 1889 et 1893, il a été établi que la langue sur ces inscriptions était le vieux-turc, utilisant l'alphabet de l'Orkhon. Elles ont également été appelées « runes turques » ou « runiforme » en raison de la ressemblance avec l'alphabet runique germanique.
Avec l'expansion turcique au cours du Haut Moyen Âge (VIe – XIe siècles), les peuples parlant des langues turciques répartis en Asie centrale s'étendent dans une vaste région, de la Sibérie à l'Europe et à la Méditerranée. Au XIe siècle, les Seldjoukides, des Oghouzes, en particulier, introduisent en Anatolie le turc oghouze, ancêtre direct du turc moderne. Également pendant le XIe siècle, un linguiste des langues turques, Mahmoud de Kachgar, du khanat qarakhanide, a publié le Recueil des langues turques (en turc ottoman : Divânü Lügati't-Türk) ; c'est le premier dictionnaire complet des langues turques avec également une carte de la répartition géographique des peuples turcophones.

### Turc ottoman
À la suite de l'adoption de l'Islam en 950 par les dynasties qarakhanides et seldjoukides, qui sont toutes deux considérées comme les ancêtres ethniques et culturels des Ottomans, la langue administrative de ces États a acquis un grand nombre de mots empruntés à l'arabe et au persan. La littérature turque pendant la période ottomane, en particulier la poésie ottomane Divan, a été fortement influencée par le persan, et notamment par l'emprunt de la métrique poétique et d'une grande quantité de mots importés. D’où les nombreux mots communs aux deux langues (persan et turc ). La langue littéraire et officielle au cours de la période de l'Empire ottoman (1299-1922) est appelée turc osmanlı, ou turc ottoman. C'était un langage considérablement différent ; un mélange de turc, de persan et d'arabe, largement inintelligible pour les classes moins instruites et pour les membres de la société rurale qui parlaient un « turc de tous les jours », connu sous le nom de kaba Türkçe (en français : « turc rugueux »), beaucoup plus pur et qui fut la base du turc moderne. À part une poignée d'universitaires, personne ne parle plus turc ottoman. Enfin l'influence du grec médiéval n'est pas négligeable : 15 % du vocabulaire turc sont empruntés à cette langue. Le turc est largement implanté dans d'anciennes zones propres au grec, comme Smyrne et Trébizonde. Les mariages mixtes après la conquête seldjoukide et ottomane ont accentué les apports et les emprunts au grec. Le turc a laissé aussi un certain héritage de mots au grec moderne.

### Réforme de la langue et turc moderne
L'idée d'un changement d'alphabet pour les langues turciques apparut à la fin du XIXe siècle chez le penseur persan Mirza Malkom Khan et l'écrivain azeri Mirza Fatali Akhundov. 

## Répartition géographique

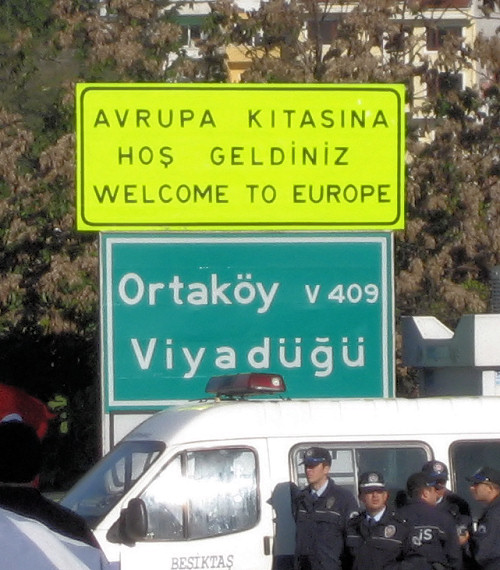
Panneau sur la rive européenne d'Istanbul à la sortie du pont du Bosphore (photo prise pendant le 28e marathon d'Eurasie en 2006).

Le turc est la langue maternelle des Turcs de Turquie et de la diaspora turque dans trente autres pays. En particulier, les minorités parlant turc existent dans les pays ayant appartenu (en partie ou entièrement) à l'Empire ottoman, comme la Bulgarie, Chypre, la Grèce (essentiellement en Thrace occidentale), la Macédoine du Nord, la Roumanie, et la Serbie[réf. souhaitée]. Plus de deux millions de personnes parlent turc en Allemagne, et il y a également une importante communauté de turcophones en France, aux Pays-Bas, en Autriche, en Belgique, en Suisse, et au Royaume-Uni. En raison de l'assimilation culturelle des immigrants turcs dans les pays hôtes, les immigrés ethniques turcs ne parlent pas tous la langue couramment depuis la naissance.

### Statut officiel
Depuis la constitution turque de 1982, le turc est la langue officielle de la Turquie. C'est également la langue officielle  de la république turque de Chypre du Nord, pays reconnu uniquement par la Turquie. C'est une des deux langues officielles de la république de Chypre, avec le grec.
Le turc est une des langues officielles de plusieurs organisations : le Conseil turcique, l'Organisation internationale pour la culture turque et l'Avrasya Askerî Statülü Kolluk Kuvvetleri Teşkilatı.
Le turc a un statut reconnu de langue minoritaire dans plusieurs pays : en Bulgarie, où il comprend 606 000 locuteurs[réf. nécessaire]. Il est parlé dans les régions de Burgas, Khaskovo, Kurdzhali, Smolyan, Starta Zagora et Yambol. Il fut reconnu en tant que langue minoritaire en 1991 selon la loi nationale d'éducation. L'apprentissage du turc comme première langue est possible. En Grèce, il est langue provinciale en deux provinces, et il compte environ 40 000 locuteurs à partir de 2014. Au Kazakhstan, il y a environ 90 000 locuteurs turcs[réf. nécessaire], répartis dans tout le territoire. En Roumanie, le turc est une langue minoritaire reconnue qui compte 25 300 locuteurs à partir de 2014[réf. nécessaire]. Il est parlé dans les départements de Constanta et Tulcea.

### Variétés
Le turc comprend les variétés anatoliennes, chypriotes, karamanli et syriennes turkmènes.

## Phonétique

### Consonnes
| Type       | Labiale | Labiale | Dentale/ Alvéolaire | Dentale/ Alvéolaire | Post-alvéolaire | Post-alvéolaire | Palatale | Palatale | Vélaire | Vélaire | Glottale | Glottale |
| ---------- | ------- | ------- | ------------------- | ------------------- | --------------- | --------------- | -------- | -------- | ------- | ------- | -------- | -------- |
| Nasale     | m       | m       | n                   | n                   |                 |                 |          |          |         |         |          |          |
| Occlusives | p       | b       | t                   | d                   | t͡ʃ              | d͡ʒ              | c        | ɟ        | k       | ɡ       |          |          |
| Fricative  | f       | v       | s                   | z                   | ʃ               | ʒ               |          |          |         | ɰ       | h        | h        |
| Spirante   |         |         | ɫ                   | ɫ                   | (l)             | (l)             | j        | j        |         | ɰ       |          |          |
| Rhotique   |         |         | ɾ                   | ɾ                   |                 |                 |          |          |         |         |          |          |

Dans les mots d'origine turque, les sons [c], [ɟ], et [l] sont en distribution complémentaire avec [k], [ɡ], et [ɫ]. Les premiers sont adjacents aux voyelles antérieures, et les derniers sont adjacents aux voyelles postérieures. Cependant la distribution de ces phonèmes est souvent aléatoire dans les emprunts étrangers et les noms propres, et [c], [ɟ], et [l] se présentent souvent avec des voyelles postérieures.
Le phonème /ɰ/, généralement appelé yumuşak g (« g faible »), ‹ ğ › dans l'orthographe turque, représente une consonne spirante vélaire-antérieure faible, ou une consonne spirante palatale entre voyelles antérieures. Il n'apparaît que devant une voyelle. En fin de mot ou précédant une autre consonne, il s'efface et allonge la voyelle précédente à la place.
Dans de nombreux noms qui se terminent par un ‹ k › post-vocalique, celui-ci devient ‹ ğ › quand une voyelle y est suffixée à cause d'une alternance consonantique. Une alternance similaire s'applique à certains mots d'emprunt qui se terminent par ‹ p › et ‹ t › ; ceux-ci deviennent respectivement ‹ b › et ‹ d › lors de l'ajout d'une voyelle. Ces ‹ p ›, ‹ t ›, ‹ k › proviennent du dévoisement final de ‹ b ›, ‹ d › et ‹ ğ ›, et  lorsqu'une voyelle est ajoutée, ces consonnes ne sont plus en position finale et ne subissent donc plus ce dévoisement.

### Voyelles

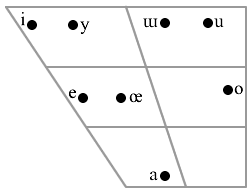
Voyelles du turc.

Les voyelles de la langue turque sont, par ordre alphabétique, ‹ a ›, ‹ e ›, ‹ ı ›, ‹ i ›, ‹ o ›, ‹ ö ›, ‹ u ›, ‹ ü ›. Le système vocalique du turc peut être considéré ayant trois dimensions, les voyelles s'opposant les unes aux autres selon trois oppositions binaires :
- leur point d'articulation : antérieur /postérieur ;
- leur degré d'ouverture : fermé / moyen ou ouvert ;
- leur  arrondissement : arrondie / non arrondie.

|          | Antérieures   | Antérieures | Postérieures  | Postérieures |
|          | Non arrondies | Arrondies   | Non arrondies | Arrondies    |
| -------- | ------------- | ----------- | ------------- | ------------ |
| Fermées  | /i/ ‹ i ›     | /y/ ‹ ü ›   | /ɯ/ ‹ ı ›     | /u/ ‹ u ›    |
| Moyennes | /e/ ‹ e ›     | /œ/ ‹ ö ›   |               | /o/ ‹ o ›    |
| Ouvertes |               |             | /a/ ‹ a ›     |              |

Il n'y a pas de diphthongues en turc. Lorsque deux voyelles se rencontrent, ce qui se produit dans certains emprunts lexicaux à l'arabe, chaque voyelle conserve son individualité. Cependant, une légère diphtongue peut se produire lorsque deux voyelles entourent un yumuşak g. Par exemple, le mot soğuk (« froid ») peut être prononcé [sou̯k] par certains locuteurs[réf. souhaitée].

### Harmonie vocalique
La langue turque distingue deux types d'harmonie, l'une obéissant à la profondeur des voyelles et l'autre à la profondeur des voyelles et à leur degré d'ouverture. Certains traits grammaticaux sont régis par la première, d'autres par la seconde.
Le principe d'harmonie veut qu'un mot se décline avec une voyelle du même type que la dernière voyelle du mot. Toutefois, les mots turcs venus du vieux turc n'ont des voyelles que d'un seul type ; c'est donc tout le mot qui obéit à l'harmonie.

#### Harmonie simple
Le premier type d'harmonie est connu comme l'harmonie simple ou l'harmonie en E. Elle obéit à un seul critère : la distinction de point d'articulation des voyelles (antérieures ou postérieures) débouchant sur deux déclinaisons possibles.
Elle détermine surtout le pluriel, -lar (/ɫar/, avec une voyelle postérieure) ou -ler (/ler/, avec une voyelle antérieure).
|                   | Antérieures | Postérieures |
| ----------------- | ----------- | ------------ |
| Fermées           | i y         | ɯ u          |
| Moyennes          | e œ         | o            |
| Ouvertes          |             | a            |
| Marque du pluriel | -ler        | -ɫar         |

Exemples :
- Çocuk /t͡ʃo'd͡ʒuk/ « enfant » obéit à l'harmonie postérieure, et prendra donc son pluriel en çocuklar /t͡ʃod͡ʒu'kɫar/.
- Türk /tyrc/ obéit à l'harmonie antérieure, et prendra son pluriel en Türkler /'tyrcler/.

#### Harmonie complexe
Le second type d'harmonie, appelé harmonie complexe ou harmonie en İ, obéit à deux critères : le point d'articulation des voyelles (antérieures ou postérieures, comme pour l'harmonie simple) et leur arrondissement (arrondies ou non arrondies), ce qui débouche sur quatre déclinaisons possibles.
|             | Antérieures   | Antérieures | Postérieures  | Postérieures |
|             | Non arrondies | Arrondies   | Non arrondies | Arrondies    |
| ----------- | ------------- | ----------- | ------------- | ------------ |
| Fermées     | i             | y           | ɯ             | u            |
| Moyennes    | e             | œ           |               | o            |
| Ouvertes    |               |             | a             |              |
| Déclinaison | -i            | -y          | -ɯ            | -u           |

On peut illustrer l'usage de l'harmonie complexe avec la particule interrogative mi / mı / mü / mu ; quoiqu'elle soit détachée du mot qui la précède, elle obéit à l'harmonie de ce dernier. Les courtes traductions du tableau suivant en donnent des exemples.
| Turc      | Français              | Harmonie |
| --------- | --------------------- | -------- |
| Paris mi? | Est-ce Paris ?        | /i/      |
| Türk mü?  | Est-il turc ?         | /y/      |
| Dağ mı?   | Est-ce une montagne ? | /ɯ/      |
| Çocuk mu? | Est-ce un enfant ?    | /u/      |

### Accent tonique
L'accent tonique turc porte le plus souvent sur la dernière syllabe, mais cette généralité obéit à plusieurs exceptions. Certaines suffixations et interjections ainsi que certains emprunts (en particulier depuis l'italien ou le grec), adverbes ou interrogatifs, sont le plus souvent accentués sur l'avant-dernière syllabe.
Le traitement de l'accent tonique des noms propres est particulier ; il est nommé « accent Sezer » (« Sezer stress » en anglais) du nom de son découvreur, Engin Sezer. Il décrit que cet accent tonique survient sur l'antépénultième syllabe (proparoxyton) si elle est « lourde » et que l'avant-dernière est « légère » (Ankara, Mercimek) et qu'il survient sur l'avant-dernière syllabe (paroxyton) dans tous les autres cas (Adana, Oregon, Vaşington). Cet accent tonique est contrastif.

## Grammaire
Il n'y a ni articles ni genres en turc.
Le turc est une langue agglutinante et utilise fréquemment les affixes, en particulier les suffixes. Un mot peut avoir de nombreux affixes, qui peuvent être également utilisés pour créer de nouveaux mots. Les relations entre des mots se créent à l’aide des suffixes ajoutés à la fin des mots. Il est ainsi possible de créer un verbe depuis un nom ou un nom depuis une base verbale (voir la section Formation des mots). 
La plupart des affixes indiquent la fonction grammaticale du mot. Les seuls préfixes originaux sont allitératifs, qui accentuent les syllabes utilisées avec les adjectifs ou les adverbes : sımsıcak ("chaud bouillant" < sıcak) et masmavi (« bleu vif » < mavi).

### Noms

#### Définitude
La grammaire turque n'offre pas un contraste de définitude (le/un) aussi rigoureux qu'en français par exemple, mais l'accusatif suggère un objet défini (c'est la raison pour laquelle on y réfère parfois comme à un accusatif défini). En outre, il existe un article indéfini : bir. L'absence des deux marquages indique une quantité indéfinie, mais dans ce cas, le nom reste singulier.
|                                                    | Turc              | Français        |
| -------------------------------------------------- | ----------------- | --------------- |
| nominatif singulier + infinitif                    | yumurta yemek     | manger des œufs |
| article indéfini + nominatif singulier + infinitif | bir yumurta yemek | manger un œuf   |
| accusatif défini + infinitif                       | yumurtayı yemek   | manger l'œuf    |

#### Déclinaisons
Le turc dispose de cinq cas en plus du nominatif : l'accusatif, le génitif, le datif, l'ablatif et le locatif. Les deux premières obéissent à l'harmonie vocalique complexe et les autres à l'harmonie vocalique simple (voir #Harmonie vocalique). C'est pour cette raison que les mots déclinés n'obéissent pas forcément à la terminaison donnée, mais plutôt à cette terminaison harmonisée.
Le tableau ci-dessous résume les généralités dans les déclinaisons. Le premier exemple (köy) est basique ; le deuxième (ağaç), montre d'une part un voisement de la consonne finale (ç>c à l'accusatif, au génitif et au datif) et d'autre part un dévoisement de la consonne de la déclinaison (d>t à l'ablatif et au locatif). 
|                   | Cas       | Terminaison    | Turc  | Turc   | Turc   | Turc   | Turc    | Français         | Français          | Français | Français | Français       |
| Ev                | Cas       | Terminaison    | köy   | Bal    | Kol    | Ağaç   | Maison  | Village          | Miel              | Bras     | Arbre    |                |
| ----------------- | --------- | -------------- | ----- | ------ | ------ | ------ | ------- | ---------------- | ----------------- | -------- | -------- | -------------- |
| Ø                 | Nominatif | Ø              | Ev    | köy    | Bal    | Kol    | Ağaç    |                  | (le) village      |          |          | (l') arbre     |
| Harmonie complexe | Accusatif | -i/ı/ü/u       | Evi   | köyü   | Balı   | Kolu   | Ağacı   | La maison        | le village        |          |          | l'arbre        |
| Harmonie complexe | Génitif   | -in/ın/ün/un   | Evin  | köyün  | Balın  | Kolun  | Ağacın  | De la maison     | du village        |          |          | de l'arbre     |
| Harmonie simple   | Datif     | -e/a           | Eve   | köye   | Bala   | Kola   | Ağaca   | À la maison      | au village        |          |          | à l'arbre      |
| Harmonie simple   | Ablatif   | -den/dan (d/t) | Evden | köyden | Baldan | Koldan | Ağaçtan | Depuis la maison | depuis le village |          |          | depuis l'arbre |
| Harmonie simple   | Locatif   | -de/da (d/t)   | Evde  | köyde  | Balda  | Kolda  | Ağaçta  | Dans la maison   | dans le village   |          |          | dans l'arbre   |

#### Possession
Le turc n'utilise pas de pronoms possessifs pour exprimer la possession, mais des affixes. Les noms « possédés » peuvent se décliner également. Le tableau montre les formes possessives du mot « ev », « maison », au nominatif singulier.
|    | Turc   | Français     |
| -- | ------ | ------------ |
| 1S | evim   | ma maison    |
| 2S | evin   | ta maison    |
| 3S | evi    | sa maison    |
| 1P | evimiz | notre maison |
| 2P | eviniz | votre maison |
| 3P | evleri | leur maison  |

Notez que « leurs maisons » se traduit « evleri ». La marque n'est pas doublée en « evlerleri » (celle du possesseur plus celle du possédé), ce qui en fait un homonyme grammatical avec « leur maison ».

#### Morphologie cumulative
En plus des traits grammaticaux évoqués ci-dessus, les noms peuvent hériter de l'aspect grammatical qu'on applique généralement aux verbes.
Le tableau suivant témoigne de l'usage extensif des affixes turcs sur un même mot. Les traits s'appliquent dans l'ordre suivant : pluriel, forme possessive, déclinaison, aspect. Ainsi « dans nos maisons » se traduit « evlerimizde ».
| Turc            | Français                                        |
| --------------- | ----------------------------------------------- |
| ev              | (la) maison                                     |
| evler           | (les) maisons                                   |
| evin            | ta maison                                       |
| eviniz          | votre (pluriel ou formel) maison                |
| evim            | ma maison                                       |
| evimde          | à ma maison                                     |
| evlerinizin     | de vos maisons                                  |
| evlerinizden    | depuis vos maisons                              |
| evlerinizdeydi  | (il/elle/c') était de vos maisons               |
| evlerinizdeymiş | (il/elle/c') était (apparemment) de vos maisons |
| Evinizdeyim.    | Je suis à votre maison                          |
| Evinizdeymişim. | J'étais (apparemment) à votre maison            |
| Evinizde miyim? | Suis-je à votre maison ?                        |

### Verbes
Les verbes turcs indiquent la personne. Ils peuvent être négatifs, potentiels (« peut »), ou impotentiels (« ne peut pas »). En outre, les verbes turcs montrent temps (présent, passé, futur, et aoriste), mode (conditionnel, impératif, inférentiel, nécessitatif, et optatif), et aspect. La négation est exprimée par l'infixe -me- immédiatement après le radical.
| Turc            | Français                                 |
| --------------- | ---------------------------------------- |
| gelmek          | venir                                    |
| gelebilmek      | pouvoir venir                            |
| gelmemek        | ne pas venir                             |
| gelememek       | ne pas pouvoir venir                     |
| gelememiş       | Apparemment il/elle ne pouvait pas venir |
| gelebilecek     | il/elle pourra venir                     |
| gelmeyebilir    | il/ peut (éventuellement) ne pas venir   |
| gelebilirsen    | si tu peux venir                         |
| gelinir         | (passif) on vient, les gens viennent     |
| gelebilmeliydin | tu aurais dû pouvoir venir               |
| gelebilseydin   | si tu avais pu venir                     |
| gelmeliydin     | tu devais venir                          |

Tous les verbes turcs sont conjugués de la même manière sauf pour les verbes irréguliers et défectifs i-, la copule turque (correspondant au français être), qui peut être utilisée sous des formes composées (la forme abrégée est appelée un enclitique) : Gelememişti = Gelememiş idi = Gelememiş + i- + -di.

### Ordre des mots
Le turc est une langue SOV : l'ordre des mots dans les phrases simples étant, contrairement au français, où le verbe est placé entre le sujet et l'objet, sujet-objet-verbe (comme en coréen et en japonais, qui, selon certains linguistes, seraient également des langues altaïques). Dans les phrases plus complexes, la règle de base est que le qualifiant précède le qualifié : ce principe inclut un important cas particulier, les modificateurs participiaux évoqués plus haut.
Le défini précède l'indéfini : on dira çocuğa hikâyeyi anlattı (« elle a raconté l'histoire à l'enfant ») mais hikâyeyi bir çocuğa anlattı (« elle a raconté l'histoire à un enfant »).
Il est possible d'altérer le sens des mots pour renforcer l'importance de certains mots ou certaines phrases. La règle principale est que le mot avant le verbe est toujours accentué. 
Par exemple, pour dire « Hakan est allé à l'école » avec un accent sur le mot « école » (okul, l'objet indirect), on dira « Hakan okula gitti. Si l'accent est placé sur « Hakan » (le sujet), ce sera « Okula Hakan gitti »: « c'est Hakan qui est allé à l'école ». Dans ce dernier cas, le deuxième exemple est rarement employé même s'il est grammaticalement correct.
Bien que SOV soit commun, OSV peut également être utilisé. OSV est utilisé en turc pour souligner le sujet, par exemple: "Yemeği ben pişirdim" = Le repas / je / cuit (C'est moi, pas quelqu'un d'autre, qui ai cuisiné le repas).

## Vocabulaire

Origine de 104481 mots du vocabulaire du turc, parmi lesquels 86 % sont turcs et 14 % sont d'origine étrangère.

La dernière édition de 2010 du Büyük Türkçe Sözlük (Grand Dictionnaire turc), le dictionnaire officiel turc, édité par la Turkish Language Association, contient 616 767 mots, expressions, termes et noms.
L'édition de 2005 du Güncel Türkçe Sözlük, contient 104 481 mots, parmi lesquels 86 % sont turcs et 14 % sont d'origine étrangère. Les plus importants emprunts étrangers dans le vocabulaire turc sont d'origine arabe, française, perse, italienne, anglaise et grecque.

### Formation des mots
Le turc utilise très souvent l'agglutination pour former de nouveaux mots à partir des noms et des radicaux. Les mots turcs proviennent largement de l'apposition de suffixes dérivés à un ensemble relativement peu élevé de mots de base.

#### Suffixation
Voici un ensemble de mots qui est dérivé d'une racine :
| turc        | composants              | français             | classe de mot     |
| ----------- | ----------------------- | -------------------- | ----------------- |
| göz         | göz                     | œil                  | nom               |
| gözlük      | göz + -lük              | lunettes             | nom               |
| gözlükçü    | göz + -lük + -çü        | opticien             | nom               |
| gözlükçülük | göz + -lük + -çü + -lük | lunetterie           | nom               |
| gözlem      | göz + -lem              | observation          | nom               |
| gözlemci    | göz + -lem + -ci        | observateur          | nom               |
| gözle-      | göz + -le               | observe, surveille   | verbe (impératif) |
| gözlemek    | göz + -le + -mek        | observer, surveiller | verbe (infinitif) |

Un autre exemple commence par la racine verbale :
| turc      | composants                  | français                    | classe de mot     |
| --------- | --------------------------- | --------------------------- | ----------------- |
| yat       | yat                         | allonge-toi                 | verbe (impératif) |
| yatmak    | yat-mak                     | s'allonger                  | verbe (infinitif) |
| yatık     | yat- + -(ı)k                | penché                      | adjectif          |
| yatak     | yat- + -ak                  | lit, endroit où dormir      | nom               |
| yatay     | yat- + -ay                  | horizontal                  | adjectif          |
| yatkın    | yat- + -kın                 | incliné                     | adjectif          |
| yatır-    | yat- + -(ı)r-               | incline                     | verbe (impératif) |
| yatırmak  | yat- + -(ı)r-mak            | incliner                    | verbe (infinitif) |
| yatırım   | yat- + -(ı)r- + -(ı)m       | inclination, investissement | nom               |
| yatırımcı | yat- + -(ı)r- + -(ı)m + -cı | investisseur                | nom               |

Les nouveaux mots viennent également souvent de mots composés, deux mots existants dans un nouveau
| turc       | français         | mots utilisés                                    | signification littérale     |
| ---------- | ---------------- | ------------------------------------------------ | --------------------------- |
| pazartesi  | lundi            | pazar (« dimanche ») et ertesi (« après »)       | après dimanche              |
| bilgisayar | ordinateur       | bilgi (« informations ») et sayar (« compteur ») | qui compte les informations |
| gökdelen   | gratte-ciel      | gök (« ciel ») et delen (« qui perce »)          | qui perce le ciel           |
| başparmak  | pouce            | baş (« premier ») et parmak (« doigt »)          | premier doigt               |
| önyargı    | préjugé          | ön (« avant ») et yargı (« jugement »)           | avant jugement              |
| kahverengi | marron (couleur) | kahve (« café ») et rengi (« couleur »)          | couleur du café             |
| ayakkabı   | chaussure        | ayak (« pied ») et kabı (« le conteneur »)       | qui contient le pied        |

#### Préfixation
Il existe, plus rarement, des préfixes. Outre ceux qui sont encore présents dans des mots d'origine étrangère (psi-, dans psikoloji, psikopat...), on utilise maintenant trois mécanismes de préfixation fondés sur la répétition ou le redoublement d'un mot. Cela concerne surtout les adjectifs et les adverbes.
- Le redoublement de l'adjectif

Lorsqu'il s'agit d'exprimer une manière de faire, le redoublement complet de l'adjectif sans altération est la forme la plus appropriée.
| turc                                                    | français                |
| ------------------------------------------------------- | ----------------------- |
| Yavaş yürüyordum. lentement je marchais                 | Je marchais lentement.  |
| Yavaş yavaş yürüyordum. lentement lentement je marchais | Je marchais en flânant. |

- Le redoublement en m avec antéposition

Assez rare et utilisée dans le registre familier, cette forme attribue le sens de "similarité floue" ou "un mouvement loin de la qualité totale ou de sens". Elle est utilisée avec des substantifs.
| turc                   | français                                                       |
| ---------------------- | -------------------------------------------------------------- |
| Kapı porte             | la porte                                                       |
| Kapı mapı porte m*orte | la porte et objets similaires (porte de jardin, portail, etc.) |

- Le redoublement partiel

Forme plus courante que la précédente, elle ne concerne que les adjectifs (essentiellement visuels).
| turc     | français |
| -------- | -------- |
| Beyaz    | blanc    |
| Bembeyaz | immaculé |

| turc       | français          |
| ---------- | ----------------- |
| Yalnız     | seul              |
| Yapayalnız | complètement seul |

Note : Dans yapayaplnız, le a suivant le redoublement est une voyelle épenthétique.
| turc       | français         |
| ---------- | ---------------- |
| Kırmızı    | rouge            |
| Kıpkırmızı | totalement rouge |

Alors que le turc est une langue extrêmement régulière, il n'y a pas de règles précises régissant le choix de la consonne après la première voyelle (la coda). Les choix possibles sont /p/, /m/, /r/, /s/ ; le plus utilisé est /p/.

## Système d'écriture

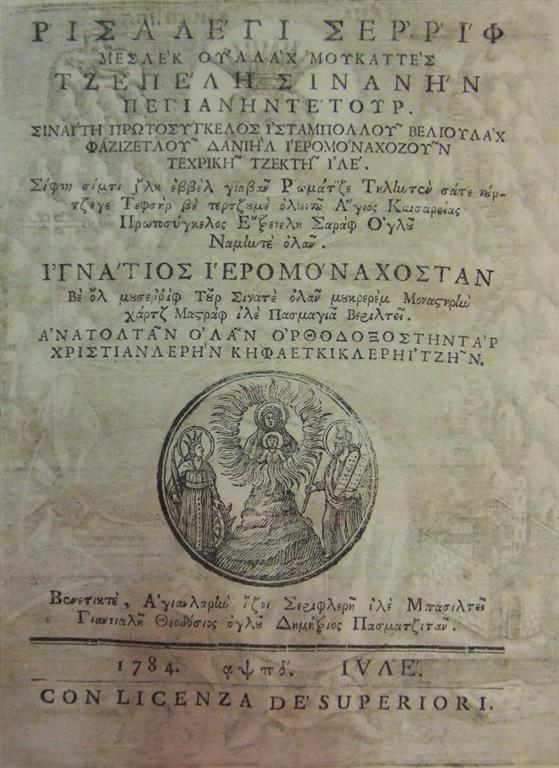
Couverture de livre imprimé à Venise en 1784, utilisant l’alphabet grec pour écrire le turc karamanli.

Le turc a connu différents systèmes d'écritures dont une adaptation de l'alphabet arabe. Ce dernier a été utilisé pour noter le turc d'Anatolie du XIIIe siècle au 1er novembre 1928, date à laquelle la romanisation (baptisée « Révolution des signes ») décidée par Mustafa Kemal (Kemal Atatürk) est devenue officielle, dans le cadre de sa politique à la fois nationaliste et modernisatrice de la société turque.
Depuis lors, c'est l'alphabet latin qui est utilisé, complété de diacritiques (la cédille, l'accent circonflexe, le tréma et la brève) ainsi que d'une lettre typographiquement étonnante, i sans point, ı, ce qui implique également à l'inverse un i majuscule avec point İ.
La lettre ı sert à noter le ou non arrondi (« i vélaire » ou « tendu », appellations traditionnelles mais trop dépendantes de la graphie pour pouvoir décrire correctement le son correspondant), représenté par [ɯ] dans l’alphabet phonétique international.
L’alphabet grec, l’alphabet arménien et l’alphabet hébreu ont aussi été utilisés respectivement par les communautés orthodoxe, arménienne et juive, l’alphabet arabe étant associé avec la religion musulmane.
L'alphabet de l'Orkhon (qualifié parfois de runiforme du fait de sa ressemblance avec les runes scandinaves) et l'alphabet ouïghour ont été utilisés pour transcrire le vieux-turc qui n'est pas l'ancêtre direct du turc de Turquie, le vieux-turc appartenant à la branche orientale des langues turques et le turc moderne à la branche méridionale.

### Alphabet
L'alphabet turc est presque phonétique, ce qui signifie que l'on peut presque le prononcer simplement en le lisant (voir Prononciation du turc). Il existe cependant quelques irrégularités.
Il contient 29 lettres : A, B, C, Ç, D, E, F, G, Ğ, H, I, İ, J, K, L, M, N, O, Ö, P, R, S, Ş, T, U, Ü, V, Y, Z
Seuls les mots d'emprunt utilisent les lettres Q, W et X.

## Exemples
Dostlar Beni Hatırlasın d'Aşık Veysel Şatıroğlu (1894–1973), un ménestrel et poète très apprécié dans la littérature folklorique turque.
| Orthographe               | API                        | Traduction                                              |
| ------------------------- | -------------------------- | ------------------------------------------------------- |
| Ben giderim adım kalır    | ben ɟid̪eɾim ad̪ɯm kaɫɯɾ     | Je m'en irai, mon nom restera                           |
| Dostlar beni hatırlasın   | d̪ost̪ɫaɾ beni hatɯɾɫasɯn    | Que les amis se souviennent de moi                      |
| Düğün olur bayram gelir   | d̪yjyn oɫuɾ bajɾam ɟeliɾ    | Il y aura des mariages, des fêtes viendront             |
| Dostlar beni hatırlasın   | d̪ostɫaɾ beni hatɯɾɫasɯn    | Que les amis se souviennent de moi                      |
|                           |                            |                                                         |
| Can kafeste durmaz uçar   | dʒan kafest̪e d̪uɾmaz utʃaɾ  | L'âme ne restera en cage, elle s'envolera               |
| Dünya bir han konan göçer | d̪ynja biɾ han konan ɟøtʃeɾ | Le monde est une auberge, les habitants partent         |
| Ay dolanır yıllar geçer   | aj d̪oɫanɯɾ jɯɫːaɾ ɟetʃeɾ   | La lune erra, des années passeront                      |
| Dostlar beni hatırlasın   | d̪ostɫaɾ beni hatɯɾɫasɯn    | Que les amis se souviennent de moi                      |
|                           |                            |                                                         |
| Can bedenden ayrılacak    | dʒan bed̪end̪en ajɾɯɫadʒak   | L'âme va quitter le corps                               |
| Tütmez baca yanmaz ocak   | t̪yt̪mez badʒa janmaz odʒak  | La cheminée ne fumera pas, la cuisinière ne brûlera pas |
| Selam olsun kucak kucak   | selaːm oɫsun kudʒak kudʒak | Qu'il y ait des saluts à pleins bras                    |
| Dostlar beni hatırlasın   | d̪ostɫaɾ beni hatɯɾɫasɯn    | Que les amis se souviennent de moi                      |
|                           |                            |                                                         |
| Açar solar türlü çiçek    | atʃaɾ solaɾ t̪yɾly tʃitʃec  | Fleuriront et faneront diverses fleurs                  |
| Kimler gülmüş kim gülecek | cimleɾ ɟylmyʃ cim ɟyledʒec | Beaucoup ont ri, beaucoup vont rire                     |
| Murat yalan ölüm gerçek   | muɾat jaɫan ølym ɟeɾtʃec   | Les rêves sont illusions, la mort est réelle            |
| Dostlar beni hatırlasın   | d̪ostɫaɾ beni hatɯɾɫasɯn    | Que les amis se souviennent de moi                      |
|                           |                            |                                                         |
| Gün ikindi akşam olur     | ɟyn icindi akʃam oɫuɾ      | Matin et après-midi deviendront soir                    |
| Gör ki başa neler gelir   | ɟøɾ ci baʃa neleɾ ɟeliɾ    | Vois ce qui peut arriver à une personne                 |
| Veysel gider adı kalır    | βejsel ɟideɾ ad̪ɯ kaɫɯɾ     | Veysel s'en ira, son nom restera                        |
| Dostlar beni hatırlasın   | d̪ostɫaɾ beni hatɯɾɫasɯn    | Que les amis se souviennent de moi                      |

### Les nombres en turc
Les nombres en turc suivent toujours la même syntaxe.
- 0 - sıfır
- 1 - bir
- 2 - iki
- 3 - üç
- 4 - dört
- 5 - beş
- 6 - altı
- 7 - yedi
- 8 - sekiz
- 9 - dokuz
- 10 - on
- 11 - onbir
- 12 - oniki
- 13 - onüç
- 14 - ondört
- 15 - onbeş
- 16 - onaltı
- 17 - onyedi
- 18 - onsekiz
- 19 - ondokuz
- 20 - yirmi
- 21 - yirmibir
- 30 - otuz
- 40 - kırk
- 50 - elli
- 60 - altmış
- 70 - yetmiş
- 80 - seksen
- 90 - doksan
- 100 - yüz
- 200 - ikiyüz
- 1 000 - bin
- 2 000 - ikibin
- 10 000 - onbin
- 20 000 - yirmibin
- 1 000 000 - bir milyon
- 2 000 000 - iki milyon
- 1 000 000 000 - bir milyar

### Quelques mots et expressions
- Bonjour : Merhaba
- Bonne journée : İyi günler
- Bonsoir / Bonne soirée : İyi akşamlar
- Bonne nuit : İyi geceler
- Au revoir : Hoşçakal
- S'il vous plaît / S'il te plaît : Lütfen
- Merci (Remerciements) : Teşekkürler / Sağol
- Merci (Je vous remercie) : Teşekkür ederim
- De rien : Rica ederim

- D'accord : Tamam
- Je suis désolé(e) / Je m'excuse : Özür dilerim
- Qui ? : Kim ?
- Quoi ? : Ne ?
- Où ? : Nerede ?
- Pourquoi ? : Neden ?
- Comment ? : Nasıl ?
- Combien ? : Ne kadar ?
- Comment t'appelles-tu ? : Adın ne ?
- Comment vous appelez-vous ? Adınız ne ?
- Parce que : Çünkü
- Je ne comprends pas : Anlamıyorum
- Je n'ai pas compris : Anlamadım
- Oui, je comprends : Evet, anlıyorum
- Au secours ! / Aidez-moi ! : Imdat !
- Pouvez-vous m'aider s'il vous plaît ? : Bana yardım edebilir misiniz lütfen ?
- Peux-tu m'aider s'il te plaît ? : Bana yardım edebilir misin lütfen ?
- Je ne sais pas : Bilmiyorum
- Je sais : Biliyorum
- J'ai faim : Karnım aç / Acıktım
- Comment vas-tu ? : Nasılsın ?
- Comment allez-vous ? : Nasılsınız ?
- Je vais (très) bien : (Çok) İyiyim
- Je vais (très) mal : (Çok) Kötüyüm
- Madame / Mademoiselle : Bayan
- Mesdames / Mesdemoiselles : Bayanlar
- Monsieur : Bay
- Messieurs : Baylar
- Mesdames et messieurs ! : Bayanlar ve baylar !
- Femme : Kadın
- Homme : Erkek
- Fille : Kız
- Garçon : Oğlan
- Enfant : Çocuk
- Bébé / Nourrisson : Bebek